# Seimeni
Seimeni – wieś w Rumunii, w okręgu Konstanca, w gminie Seimeni. W 2011 roku liczyła 498 mieszkańców.